# Ставпец, Александр Александрович
Алекса́ндр Алекса́ндрович Ставпе́ц (род. 4 июля 1989, Орёл) — российский футболист, полузащитник и нападающий клуба «Макслайн». Мастер спорта России. Привлекался в состав юношеской и молодёжной сборных России.

## Клубная карьера

### До начала карьеры
Футболом начал заниматься в 1996 году:

«В школу, где я учился в Орле, пришли тренеры Андрей Гольцов и Юрий Мызников. Они проводили набор в СДЮШОР-10. С тех пор я стал заниматься под их руководством. В детские годы играл на позиции полузащитника и нападающего. С этой командой мы достаточно успешно выступали в турнирах зоны Черноземья. В финале Кубка Черноземья наша команда встречалась с „Ротором“, благодаря забитым мною мячам мы одержали победу»— Интервью сайту Детской футбольной лиги
Личное участие в становлении Ставпеца принял вице-президент «Ротора» Рохус Шох, в 2002 году убедивший 13-летнего юношу переехать в Волгоград и продолжить учёбу в спортивном интернате клуба, а затем в Волгоградском училище олимпийского резерва. Сезоны 2003—2005 футболист отыграл за молодёжную команду «Ротора».

### Первые годы в премьер-лиге

#### «Ростов»
Перед началом сезона 2006 16-летний футболист заключил свой первый профессиональный контракт с клубом премьер-лиги «Ростов», генеральным директором которого стал Рохус Шох. За два сезона в Ростове сыграл 43 матча за дублирующий состав, забил 8 голов. Дебютировал в основе (в неполные 18 лет) 16 июня 2007 года в матче 13-го тура в гостевой игре против подмосковного «Сатурна» — тренер Сергей Балахнин выпустил Ставпеца на замену в перерыве. Затем футболист полностью отыграл матчи четырёх заключительных туров, которые ничего не решали для «Ростова», идущего на последнем месте с большим отставанием. В своём втором матче (также против «Сатурна») 21 октября открыл счёт ударом левой «шведой» в одно касание с линии вратарской площади, но больше в том сезоне ничего не забил в премьер-лиге:

«В „Ростове“ начали потихоньку наигрывать молодёжь с прицелом на следующий сезон. В стартовом составе вновь появились Ставпец и Шудров, причём Ставпец произвёл неплохое впечатление: действовал старательно, напористо. Правда, до ворот соперника ростовчане почти не доходили»— Отчёт о матче «Ростов» — «Динамо» в газете «Спорт-Экспресс»

#### «Москва»
По окончании сезона перешёл в другой клуб премьер-лиги «Москва», находившийся под руководством главного тренера Олега Блохина. Впервые вышел на замену в конце матча 4-го тура против «Химок», в следующем туре в Перми отыграл весь второй тайм:

«Совершенно незаметных Стойку и Лопеса сменили юные Рылов и Ставпец. Хуже от этого точно не стало. Периодически „Москва“ заставляла защитников „Амкара“ работать в полную силу, хотя реальных угроз так и не создала.»— Отчёт о матче «Амкар» — «Москва» в газете «Спорт-Экспресс»
Всего до конца сезона принял участие в 15 из 30 матчей чемпионата, в основном выходя на поле в конце игры, причём нередко на позиции крайнего полузащитника. Свой единственный гол в турнире забил в компенсированное время заключительного матча против слабейшего на тот момент клуба «Луч-Энергия», таким образом защитив своё право на ещё один сезон в столичной команде, занявшей 9-е место. Также добавил гол на свой счёт в матче 1/16 Кубка России 2008/09 6 августа в ворота «Алании», переиграв вратаря при выходе «один на один».
Сыграл 3 матча за «Москву» в предварительных раундах Кубка УЕФА 2008/09. В первой гостевой игре против польской «Легии» попал в основу, но был заменен в перерыве. Выходил на замену в ответной встрече, а также в проигранном матче против датского «Копенгагена».
Был номинирован на премию «Первая пятёрка» лучшему молодому футболисту 2008 года по версии Детской футбольной лиги и Российского футбольного союза (лауреатом стал Алан Дзагоев).
В чемпионате России 2009 при тренере Миодраге Божовиче отыграл 19 матчей на позиции полузащитника, помогая «Москве» занять итоговое 6-е место, но ни разу не послал мяч в ворота. Получил звание «Мастер спорта России» за выход команды в полуфинал Кубка России, хотя провёл победный четвертьфинальный матч на скамье запасных. Участвовал в проигранном «Рубину» полуфинале.

#### «Крылья Советов»
Перед началом сезона 2010 клуб «Москва» из-за финансовых проблем отказался от дальнейшего участия в премьер-лиге, и Ставпец перешёл в самарские «Крылья Советов», где выступал неудачно. Тренер Юрий Газзаев, выпустив 20-летнего футболиста в пяти матчах, но так и не дождавшись от него гола, отправил Ставпеца в молодёжную команду. Ещё трижды (в двух матчах чемпионата и одном кубковом) он получал шансы проявить себя в основном составе, но не смог ими воспользоваться. В молодёжной команде забил 6 мячей в 17 играх.
Участвовал в 27-и из 32-х матчей чемпионата, провёл на поле в общей сложности 1827 минут (в среднем 68 минут за матч), но лишь 4 раза сыграл с первой минуты до финального свистка. Голы Ставпеца принесли «Ротору» 6 из 11 одержанных в чемпионате побед и 19 очков из 41, заработанного в сезоне.

### Дальнейшая карьера
В 2011 году состоялся первый приход Ставпеца в «Урал». При тренере Дмитрии Огае Ставпец стал одним из лидеров команды. 2012 году перешёл в «Ротор». С 2014 по 2017 гг вновь был игроком «Урала» В 2015 году в стыковом матче против «Томи» благодаря единственному забитому голу Ставпеца «Урал» остался в высшем дивизионе. 18 октября 2016 года был признан болельщиками лучшим игроком матча против «Зенита». В 2017 был отдан в аренду в «Тюмень».
В июле 2018 года подписал контракт с футбольным клубом «Томь». Дебютировал в составе томского клуба 29 июля 2018 года. Завоевал с командой бронзу чемпионата ФНЛ. По окончании сезона 2018/19 был признан лучшим игроком.
В июле 2022 перешёл в тульский «Арсенал».
В 2023 году выступал за ярославский «Шинник», а в марте 2024 года стал игроком витебского «Макслайна».

## Юношеская и молодёжная сборные
В юношескую сборную России 1989 года рождения периодически привлекался тренером Игорем Колывановым в 2006—2007 годах. Забил мяч в ворота сверстников из Польши в товарищеском матче летом 2007 года. В 2009 году несколько раз сыграл за молодёжную сборную своего возраста.

## Игровые качества
Обладает взрывной скоростью и поставленным ударом со средней и длинной дистанции. Как правило, бьет правой ногой. Любит открываться в свободную зону, способен принять и обработать мяч в движении. Выходы один на один завершает как ударами с ходу (гол в ворота «Томи» в первом туре чемпионата ФНЛ 2012/13), так и после дриблинга, в момент сближения с вратарём (голы «Сатурну» и «Зениту» в молодёжном первенстве 2008), а также обыгрывая вратаря (гол «Алании» в Кубке России 2008/09).
Замыкает низкие фланговые передачи, резко отрываясь от защитника (голы в ворота «Луча-Энергии» в чемпионате 2008 и «Мордовии» в чемпионате ФНЛ 2011/12). Забивает головой. В «Роторе» исполнял пенальти, в сезоне 2012/13 реализовал четыре из четырёх.
На позиции правого полузащитника способен сделать нацеленную подачу в штрафную (голевой пас против «Сибири» в чемпионате ФНЛ 2012/13). «Мне комфортнее атаковать вторым фронтом, когда впереди есть человек, цепляющийся за мяч»

## Личная жизнь
В 2007 году, играя за «Ростов», женился на ростовчанке Светлане. Сын Максим родился в 2009 году. Дочь Ева родилась в 2012 году.
Максим играет за «Ростов» в Юношеской Футбольной Лиге

## Клубная статистика
| Выступление      | Выступление      | Выступление      | Лига | Лига | Кубки | Кубки | Еврокубки | Еврокубки | Итого | Итого |
| Клуб             | Лига             | Сезон            | Игры | Голы | Игры  | Голы  | Игры      | Голы      | Игры  | Голы  |
| ---------------- | ---------------- | ---------------- | ---- | ---- | ----- | ----- | --------- | --------- | ----- | ----- |
| Ростов           | РФПЛ             | 2007             | 5    | 1    | —     | —     | —         | —         | 5     | 1     |
| Ростов           | Итого            | Итого            | 5    | 1    | —     | —     | —         | —         | 5     | 1     |
| Москва           | РФПЛ             | 2008             | 15   | 1    | 1     | 0     | 3         | 0         | 19    | 1     |
| Москва           | РФПЛ             | 2009             | 19   | 0    | 1     | 0     | —         | —         | 20    | 0     |
| Москва           | Итого            | Итого            | 34   | 1    | 2     | 0     | 3         | 0         | 39    | 1     |
| Крылья Советов   | РФПЛ             | 2010             | 7    | 0    | 1     | 0     | —         | —         | 8     | 0     |
| Крылья Советов   | Итого            | Итого            | 7    | 0    | 1     | 0     | —         | —         | 8     | 0     |
| Урал             | ФНЛ              | 2011/12          | 26   | 4    | 1     | 1     | —         | —         | 27    | 5     |
| Урал             | Итого            | Итого            | 26   | 4    | 1     | 1     | —         | —         | 27    | 5     |
| Ротор            | ФНЛ              | 2012/13          | 27   | 9    | —     | —     | —         | —         | 27    | 9     |
| Ротор            | ФНЛ              | 2013/14          | 23   | 6    | 2     | 0     | —         | —         | 25    | 6     |
| Ротор            | Итого            | Итого            | 50   | 15   | 2     | 0     | —         | —         | 52    | 15    |
| Урал             | РФПЛ             | 2013/14          | 7    | 0    | —     | —     | —         | —         | 7     | 0     |
| Урал             | РФПЛ             | 2014/15          | 20   | 1    | —     | —     | —         | —         | 20    | 1     |
| Урал             | РФПЛ             | 2015/16          | 19   | 0    | 1     | 1     | —         | —         | 20    | 1     |
| Урал             | РФПЛ             | 2016/17          | 14   | 0    | 1     | 0     | —         | —         | 15    | 0     |
| Урал             | РФПЛ             | 2017/18          | 1    | 0    | —     | —     | —         | —         | 1     | 0     |
| Урал             | Итого            | Итого            | 61   | 1    | 2     | 1     | —         | —         | 63    | 2     |
| → Тюмень         | ФНЛ              | 2017/18          | 24   | 4    | 1     | 0     | —         | —         | 25    | 4     |
| → Тюмень         | Итого            | Итого            | 24   | 4    | 1     | 0     | —         | —         | 25    | 4     |
| Томь             | ФНЛ              | 2018/19          | 34   | 6    | 1     | 0     | —         | —         | 35    | 6     |
| Томь             | Итого            | Итого            | 34   | 6    | 1     | 0     | —         | —         | 35    | 6     |
| Нижний Новгород  | ФНЛ              | 2019/20          | 26   | 4    | 3     | 1     | —         | —         | 29    | 5     |
| Нижний Новгород  | ФНЛ              | 2020/21          | 7    | 0    | 1     | 0     | —         | —         | 8     | 0     |
| Нижний Новгород  | Итого            | Итого            | 33   | 4    | 4     | 1     | —         | —         | 37    | 5     |
| Всего за карьеру | Всего за карьеру | Всего за карьеру | 274  | 35   | 14    | 3     | 3         | 0         | 291   | 38    |